# Euclasta
Euclasta es un género de plantas herbáceas perteneciente a la familia de las poáceas. Es originario de América tropical, África, Madagascar e India.

## Citología
Número de la base del cromosoma, x = 10. 2n = 40.

## Especies
- Euclasta clarkei (Hack.) Cope
- Euclasta condylotricha (Hochst. ex Steud.) Stapf
- Euclasta glumacea Franch.
- Euclasta graminea T. Durand & H. Durand